# Radomlje
Radomlje est une commune située dans la région de Haute-Carniole au centre de la Slovénie.